# José Naranjo
José Naranjo (19 de març de 1926 - 13 de desembre de 2012) fou un futbolista mexicà.

## Selecció de Mèxic
Va formar part de l'equip mexicà a la Copa del Món de 1950.